# Регіна (фільм, 1990)
«Регіна» — радянський фільм 1990 року знятий на кіностудії «Таллінфільм» режисером Кальйо Кійськом за романом Еме Беекман «Можливість вибору»

## Сюжет
Регіна — гарна, освічена і неодружена жінка років 30. Її кидає хлопець, який вирішив одружитися з молодою вагітною дівчиною. У цей час Регіна успадковує від своєї тітки будинок у невеликому містечку, вона вирішує змінити життя, переїжджає зі столиці до містечка та починає працювати вчителькою. Сусідка Герта пропонує їй як помічника з саду та ремонту Анцу, людину із золотими руками, який також приходив на допомогу тітці Регіни. Регіна ж хоче створити сім'ю понад усе. Не маючи на прикметі нікого зі своїх старих і нових знайомих, вона робить пропозицію Анцу. Він погоджується, і вони стають парою. На жаль, чоловік любить випити, і подруга Регіни Марі попереджає її, що діти можуть народитися з порушеннями здоров'я. Однак у Регіни є свій план — вона прагматично планує народити дітей від випадкових стосунків зі здоровими чоловіками. Марі ж за її планом має перевірити медичні записи кандидатів у батьки. Регіна народжує трьох прекрасних дітей, щаслива вона, і Анц, і теща. Але совість мучить Регіну все більше, і врешті вона вступає в бійку з Марі, яка в помсту погрожує розкрити справу Регіни всім учасникам.

## В ролях
- Юлле Кальюсте — Регіна
- Тину Карк — Антс
- Еріка Кальюсаар — Марі
- Іта Евер — Герта
- Евальд Хермакюла — Карл
- Лембіт Ульфсак — Тійт
- Мадіс Кальмет — Віктор
- Віллем Індріксон — Мартінсон
- Маргус Каппель — Хальдор
- Рейн Арен — батько Антса
- Хіля Варем-Веє — мати Антса
- Війре Вальдма — Лійві
- Паул Лаасік — Ельмар
- Енн Краам — Карла
- Райво Тамм — Оскар
- Хейно Торга — директор школи
- Мерле Тальвік — вчителька

## Знімальна група
- Режисер — Кальє Кійськ
- Сценаристи — Владимир Беекман, Еме Беекман
- Оператор — Валерій Блінов
- Композитор — Андрес Валконен
- Художник — Халья Клаар